# Cristóbal de Mena
Cristóbal de Mena (Ciudad Real, 1492 – ...) è stato un condottiero spagnolo che operò in Perù, quale conquistador agli ordini di Francisco Pizarro, in occasione della conquista dell'impero inca a cui partecipò col grado di capitano di cavalleria.
È altresì il supposto autore della prima relazione apparsa in Spagna sulla conquista del Perù.

## Biografia
Era un hidalgo, provvisto di una certa cultura, figlio di Diego Sánchez, de Medina e di Inés Alonso. Tra il 1510 e il 1513, si recò nelle Americhe quando aveva una ventina d'anni di età. Nel 1526 era già capitano e, come tale, concorse alla conquista del Nicaragua agli ordini di Pedro Arias Dávila.
Nel 1531 si imbarcò con Francisco Pizarro alla volta del Perù. Il suo grado elevato lo faceva ambire a onori e ricompense adeguate, ma l'arrivo di Hernando de Soto e di Sebastián de Benalcázar lo fecero retrocedere nella gerarchia degli ufficiali al comando.
Tuttavia ebbe incarichi di elevata responsabilità che adempì con consumata perizia. A Tumbez fu uno dei pochi che riuscirono a contenere gli indigeni in rivolta e a Cajamarca, nell'attacco ad Atahuallpa, comandò uno squadrone di cavalleria.
Ciò malgrado, nella ripartizione del riscatto del sovrano prigioniero, ebbe una parte che non ritenne congrua per la sua dignità. Ricevette in effetti 8.380 pesos de oro y 366 marcos de plata, una somma favolosa, ma inferiore a quella concessa agli altri capitani.
Orgoglioso ed offeso, Cristóbal de Mena si sciolse dall'impresa e prese la via del ritorno in Spagna sulla prima nave in partenza. Fu forse durante questo viaggio che meditò quella relazione che gli venne più tardi attribuita.
Effettivamente nel 1534 comparve in Spagna una relazione di "un capitano spagnolo" che però permase anonima, malgrado il successo ottenuto. In essa erano descritte le fasi della conquista, dalla partenza da Panama, fino all'epilogo di Cajamarca, terminato con l'esecuzione dell'Inca.
Lo stile conciso ed asciutto ben si addiceva ad un soldato di professione, colto ed educato come era lo stesso de Mena, tuttavia, all'epoca egli non venne identificato come l'autore, ne fece nulla per assicurarsene il merito.
Soltanto in anni recenti il grande studioso di storia incaica, Raoul Porras Barrenechea, avrebbe condotto con esito positivo una approfondita ricerca sull'opera, dimostrando che l'autore era da riconoscersi in Cristóbal de Mena.
Il capitano de Mena, al suo arrivo a Madrid, prese a patrocinare la causa di Diego de Almagro, suo compaesano, contro le pretese di Hernando Pizarro che era, parimenti giunto a Corte. La sua azione, coadiuvata da quella di un altro amico di Almagro, Juan de Sosa, ebbe successo e il loro protetto ottenne il titolo di "adelantado" e il riconoscimento dei possessi meridionali del Perù.
Non abbiamo altre notizie di Cristóbal de Mena e nulla sappiamo della sua morte. Tuttavia un atto del 1557 attesta che un "Capitan Cristobal de Mena e la sua consorte Doña Ana Mexia o Mejia", istituirono in Ciudad Real, in Calle Real de Barrionuevo, un Colegio de ancianos pobres detto de la purísima Concepción.

## Edizioni della relazione di Cristóbal de Mena
- Relazione d'un capitano spagnolo della conquista del Perù in Ramusio Navigazioni e viaggi Vol. VI - Einaudi - Torino 1988
- La Conquista del Perù llamada la Nueva Castilla in Crónicas iniciales de la conquista del Perù - Editorial Plus Ultra - Buenos Aires 1987